# Lago Chico

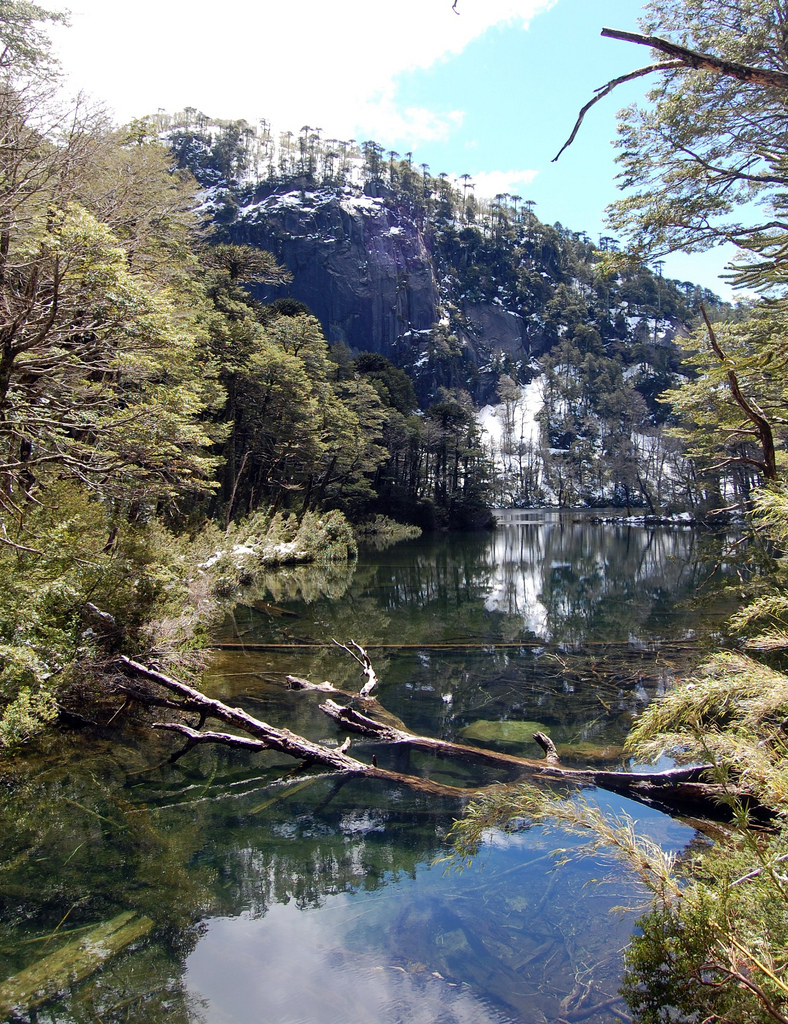
Imagem do lago.

O Lago Chico é um pequeno lago chileno localizado dentro do Parque Nacional Huerquehue,  província de Cautín, região de Araucanía. Encontra-se no topo de uma colina no parque, mais de 1320 metros acima do nível do mar. 
As suas águas são frias, calmas e cristalinas. O acesso para o público é um caminho de 7 km, que começa na entrada do Parque Nacional, nas margens do Lago Tinquilco e que se estende até aos lagos Chico, Toro e Verde.